# '68 (film)
Pour les articles homonymes, voir '68.
Pour plus de détails, voir Fiche technique et Distribution.
’68 est un film américain réalisé par Steven Kovacs, sorti en 1988.

## Synopsis
Le père de la famille Szabo a fui l'invasion soviétique de la Hongrie pour s'installer aux États-Unis. En 1968, son fils aîné est un adepte de la contre-culture et a été renvoyé du lycée et son fils cadet vient de faire son coming out homosexuel.

## Fiche technique
- Titre : ’68
- Réalisation : Steven Kovacs
- Scénario : Steven Kovacs
- Musique : Shony Alex Braun, John Cipollina
- Photographie : Daniel Lacambre
- Montage : Cari Coughlin
- Production : Dale Djerassi, Steven Kovacs, Isabel Maxwell
- Société de production : 68 Limited
- Société de distribution : New World Pictures (États-Unis)
- Pays de production :  États-Unis
- Genre : Drame et historique
- Durée : 99 minutes
- Dates de sortie : 
  - États-Unis : 26 février 1988
  - France : 1988

## Distribution
- Eric Larson : Peter Szabó
- Robert Locke : Sandy Szabó
- Sándor Técsy : Zoltán Szabó
- Anna Dukász : Zsuzsa Szabó
- Miran Kwun : Alana Chan
- Terra Vandergaw : Vera Kardos
- Shony Alex Braun : Tibor Kardos
- Donna Pecora : Piroska Kardos
- Elizabeth De Charay : Gizi Horváth
- Jan Němec : Dezsö Horváth
- Rusdi Lane : Béla Csontos
- Nike Doukas : Beatrice
- Neil Young : Westy
- Anya Lem : Isadora
- Maureen McVerry : Rusty

## Accueil
’68 est présenté de la cadre du festival international du film de Los Angeles organisé par l'AFI,. Il est également présenté au festival du cinéma américain de Deauville en septembre 1988.
Ben Kallen pour LA Weekly loue le caméo de Neil Young dans le film qu'il a par ailleurs trouvé cliché. Michael Sragow pour The San Francisco Examiner trouve le scénario trop fourni. Michael H. Price pour le Fort Worth Star-Telegram trouve le film torturé mais historiquement précis.